# Weekends
"Weekends" hip hop je pjesma američkog sastava Black Eyed Peas. Objavljena je kao njihov drugi singl s albuma Bridging the Gap 18. rujna 2000. u izdanju Interscope Recordsa.

## O pjesmi
Remiks pjesme imena "Another Weekend" nalazi se na njihovom petom studijskom albumu  The E.N.D. Pjesma "Get Original" se po drugi puta pojavljuje kao B-strana nekog singla (prvi puta bila je na singlu "BEP Empire/Get Original"). U uvodu pjesme koristi se dio pjesme "Family Affair" Sly and the Family Stonea.

## Videospot
Video počinje scenom gdje članovi Black Eyed Peasa završavaju s nekim poslom te planiraju što će raditi tijekom vikenda. Kasnije su prokazani na zabavi. U videu se pojavljuju i Esthero, Blood of Abraham i Kim Hill.

## Popis pjesama
Australski CD singl
1. "Weekends"
2. "Empire Strikes Black"
3. "Magic"
4. "Joints & Jam" (Billion Mix)
5. "Weekends" (uživo)
6. "BEP Empire" (video)

Europski CD singl
1. "Weekends"
2. "Empire Strikes Black"
3. "Magic"
4. "BEP Empire" (video)